# Guerra de la Independencia en la provincia de Soria
La Guerra de la Independencia Española fue un conflicto bélico desarrollado entre 1808 y 1814 dentro del contexto de las Guerras Napoleónicas, que enfrentó a las potencias aliadas de España, Reino Unido y Portugal contra el Primer Imperio francés, cuya pretensión era la de instalar en el trono español al hermano de Napoleón, José Bonaparte, tras las abdicaciones de Bayona.

## Llegada de las tropas francesas y primeras revueltas
Con permiso de las autoridades españolas, las tropas francesas entraron en España el 18 de octubre de 1807, cruzando su territorio a toda marcha en invierno, y llegaron a la frontera con Portugal el 20 de noviembre. El objetivo declarado era la invasión de Portugal, pero los planes de Napoléon iban más allá, y sus tropas fueron tomando posiciones en importantes ciudades y plazas fuertes con objeto de derrocar a la dinastía de los Borbones y suplantarla por la suya propia.
El resentimiento de la población por las exigencias de manutención y los desmanes de las tropas extranjeras precipitó los acontecimientos que desembocaron en los primeros levantamientos en el norte de España y el Dos de Mayo en la capital del Reino. El 27 de mayo se constituye la Junta de Defensa de Zaragoza y Aragón, que tendrá gran influencia en los acontecimientos en la provincia. El 2 de junio, se levanta Logroño, a la sazón parte de la Provincia de Soria. La rebelión fue rápidamente neutralizada por las tropas francesas del general Verdier, continuando los rebeldes la resistencia desde Cameros. En Soria capital, el pueblo toma la iniciativa y fuerza al Ayuntamiento el 3 de junio a declarar la Junta Suprema Gubernativa y Militar de Soria, que declara el alistamiento de mozos entre los 16 y 40 años para la defensa de la provincia. El 4 de junio, el capitán general de Castilla la Vieja, Gregorio de la Cuesta, se sublevó en Valladolid.
Consecuentemente, cuando a comienzos de junio de 1808 llega a Soria el Decreto Imperial anunciando la proclamación de José Bonaparte como rey de España, decreto que se lee sin atenerse al ceremonial acostumbrado. La convocatoria a la Asamblea de Notables de Bayona, que promulgó el Estatuto de Bayona, fue ignorada, y sólo el ayuntamiento del Burgo de Osma mandaría representantes.
La provincia de Soria contaba con una de las 33 milicias provinciales creadas en 1734. Sobre esta estructura, el 11 de junio se empezará a constituir el Primer Batallón de Voluntarios Numantinos, que se dirigió al Burgo de Osma; y en noviembre se constituye el Regimiento de Dragones ¨Numancia¨. Estos nombres hacen referencia a la ciudad celtibérica de Numancia, estableciendo paralelismos entre su resistencia hasta la muerte contra el invasor romano con la resistencia española frente al invasor francés.

Escucha Napoleón,/ Si como fiel aliado,/ tus tropas has enviado,/ Hallarás en la nación/ Amistad y buena unión;/ Si otro objeto te guió,/ Numancia no se rindió,/ Numantinos hallarás,/ En España reinarás,/ Pero sobre españoles no.

## Marcha del mariscal Ney hacia Soria
La victoria española de Bailén (19 de julio) anima a Napoleón a intervenir personalmente. Entraría en España en noviembre al mando de 150 000 soldados de su Grande Armée.
En su flanco izquierdo, el sexto Cuerpo de ejército del Mariscal Ney (32 400 efectivos) avanza por Soria en dirección a Ágreda, Tarazona y Tudela. Ney avanza desde Aranda de Duero y Gumiel de Hizán, tomando fácilmente San Esteban de Gormaz (19 de noviembre) y el Burgo de Osma (20 de noviembre). Mientras que la división del general Dessolles (10 000 efectivos) toma Calatañazor, Ney toma Almazán (21 de noviembre). Ambas fuerzas caen luego hacia Soria, conquistándola el 22 de noviembre.
Una vez en la ciudad, el Mariscal Ney se mostró cauteloso y pasivo. En vez de enfrentarse a la retaguardia del general Francisco Javier Castaños, o cortarle la retirada tras la derrota en la batalla de Tudela (23 de noviembre), Ney no abandonó Soria hacia Ágreda hasta el 25 de noviembre. Como resultado, Castaños pudo retirarse de forma ordenada.

"Si el Mariscal Ney no se hubiese dejado impresionar por los habitantes de Soria, y no se hubiese quedado el 23 y el 24 en Soria [...], él debería haber llegado el día 23 según mis órdenes a Ágreda y ni un solo hombre hubiese escapado." (Carta de Napoleón a su hermano José)

## Resistencia y represión
Tras un primer momento de confusión, se producen los primeros actos de resistencia organizada. El coronel Brown, al mando de 1000 hombres, fue el encargado de pacificar la provincia durante los primeros meses de 1809. El 16 de febrero de 1809, las fuerzas francesas lograron sorprender a la Junta Provincial durante una reunión en Villaseca de Arciel. Allí capturaron y ejecutaron a 24 personas, y solo 3 miembros de la Junta Provincial lograron escapar.

## La Batalla de Osonilla
A finales de noviembre de 1811, la División Soriana dirigida por el Brigadier José Joaquín Durán se encontraba en Morón de Almazán tras haber colaborado con las tropas de Juan Martín El Empecinado en los bloqueos y capitulación de las guarniciones francesas de Calatayud (4 de octubre) y La Almunia (del 4 al 7 de noviembre). Tuvo noticia por parte de uno de sus informadores, de que una columna francesa se estaba abasteciendo y saqueando en la comarca de Berlanga.
A marchas forzadas acudió a la zona, pasando por Almazán, decidido a emboscar el convoy cuando regresara a Soria. Sabían la ruta aproximada de regreso dado que se supo se había ordenado preparar raciones de tropa en Quintana Redonda. Tras subir entre los bosques que bordean la cuenca del río Izana, se optó por actuar en la zona próxima a la pequeña localidad de Osonilla. Tras una breve resistencia, los franceses se replegaron. Fueron perseguidos hasta Navalcaballo donde el Brigadier Durán ordenó cesar la persecución y regresar a Almazán.
Los franceses tuvieron 600 bajas (las dos terceras partes de su fuerza), y también perdieron todo lo saqueado en la comarca de Berlanga. Durante los meses siguientes, la mermada tropa francesa se tuvo que concentrar en la capital. La iniciativa quedó en manos de la División Soria, que el 21 de diciembre asaltó y conquistó la ciudad amurallada de Daroca.

## Sitio y asalto de la Ciudad de Soria
Durante el mes de enero de 1812, las tropas españolas intentaron un primer asalto a la Ciudad de Soria. La División de Cuenca, bajo el mando de Eugenio Eulalio Palafox Portocarrero, conde de Montijo, fracasó al intentar tomar la ciudad "por lo fuerte y elevado de sus murallas" y la pobre planificación del ataque. Ante la llegada de un fuerte contingente francés, la División de Cuenca se retiró hacia Molina de Aragón a través de Almazán.
En marzo de 1812, la División Soria liderada por el general José Joaquín Durán consiguió tomar la ciudad. Contaba con un privilegiado conocimiento de las defensas de la ciudad, gracias a las informaciones del ingeniero Dionisio Badiola que había trabajado en su mantenimiento. El esfuerzo principal del ataque se hizo desde el oeste y el norte de la ciudad, relativamente poco fortificados, mientras unidades ligeras se hicieron por sorpresa con el control del puente fortificado sobre el río Duero. Las fuerzas francesas se hicieron fuertes en el castillo, y no lograron ser desalojadas. Ante la llegada de tropas francesas desde Burgos y Aranda de Duero, La División Soria se retiró el 26 de marzo, no sin antes destruir puntos claves del recinto amurallado para que los franceses no pudiesen volver a hacerse fuertes en la ciudad.

## Por zonas

### Región de Pinares
Esta región es muy apropiada para la guerra de guerrillas, pues posee numerosos parajes naturales de fáil defensa (El Cañón del Río Lobos se encuentra en esta región) y en aquella época no estaba alejada de las rutas de correo y de aprovisionamiento del ejército francés; por lo que poseía un gran valor estratégico.

#### Quintanar de la Sierra
En este pueblo tuvo lugar un singular combate el 7 de abril de 1810.
Una columna francesa compuesta por 300 soldados de caballería e infantería llevó a cabo un saqueo en aquel pueblo, decomisando todo el grano disponible de trigo y cebada y otras provisiones, que cargaron en un largo tren de carretería con destino a la guarnición de Burgos.
La partida guerrillera del Cura Merino atacó el convoy cuando descendía por el camino de Quintanar a Salas de los Infantes.
En su retirada se dispersaron por los pinares de Palacios de la Sierra con la orden de reunirse en Salas de los Infantes.
Tan sólo se salvaron 30 soldados que tuvieron que dispersarse por las laderas de la Sierra de la Demanda.
Todos los carros fueron devueltos al pueblo de Quintanar con el producto íntegro de las provisiones y mercancías decomisadas.

#### Arlanza y San Leonardo de Yagüe
En el mes de enero de 1809, a pesar de ser un invierno extremadamente frío, los franceses decidieron aniquilar a la guerrilla de “El Empecinado” movilizando un Regimiento de dragones. Comienza la persecución tratando de dar alcance a los guerrilleros cerca de Coruña del Conde. Sin embargo, una fuerte nevada frena el avance de las tropas de Napoleón. En esa situación, Juan Martín ordena dirigirse al Monasterio de Arlanza, donde son cordialmente recibidos y ayudados. Dos días después, los soldados franceses continúan la persecución, dada la mejoría del tiempo; entonces, “El Empecinado” decide, como precaución, dividir su partida en tres grupos. Uno de ellos, al mando de Mondedeu, recibe la orden de dirigirse hacia Salas de los Infantes y desde allí continuar por La Gallega y avanzar después por el antiguo camino romano hacia los pinares de Soria, desbordando San Leonardo.

#### Rabanera del Pinar, Aldea del Pinar y Navas del Pinar
En el llamado Camino Soriano y, rebasado el puente romano de Rabanera del Pinar, atacan un convoy francés que transportaba indumentaria militar destinada a la guarnición de Soria, acompañado también de un correo y su escolta, derrotándolo en las proximidades de Aldea del Pinar. Esa acción bélica tuvo lugar en el mes de enero de 1809.
Uno de los guerrilleros heridos en ese combate fue llevado a Navas del Pinar, para curar sus heridas, sin embargo murió varias semanas después.
Su enterramiento figura en el Archivo Parroquial de Navas y en cuyo texto se dice:

En el lugar de Navas, a once días del mes de febrero de 1809, se enterró en última grada de esta iglesia a un soldado que dijo ser de los voluntarios de Navarra, natural de la ciudad de Olite, en el Reino de Navarra, llamado Esteban Arizmendi

### El Burgo de Osma
Al comenzar la guerra, El Burgo de Osma era una villa próspera. Al sublevarse la Junta de Soria, se nombró la Junta rebelde de El Burgo. Tal y como temieron, la ciudad fue saqueada del 20 de noviembre de 1808. Debido a su situación, la ciudad se encontraba en una situación muy crítica, pues estaba entre dos fuegos, el de la Junta de Soria y los franceses.
Tras la caída de Soria y el desastre de Tudela, la ciudad tuvo que apoyar a los franceses hasta 1812, en que apoyó de forma clandestina a la guerrilla y fue liberada por la División del general José Joaquín el 17 de septiembre de ese año.
Hasta su liberación, tuvo que soportar el traslado de la sede episcopal a Soria y el saqueo durante nueve días después del asalto el 20 de noviembre de 1808.
Desde 1811 albergó una guarnición permanente de soldados y durante ese año y el siguiente, debido al saqueo por parte de las tropas francesas, se extendió una gran hambruna por la ciudad.